# Rittergut Patthorst

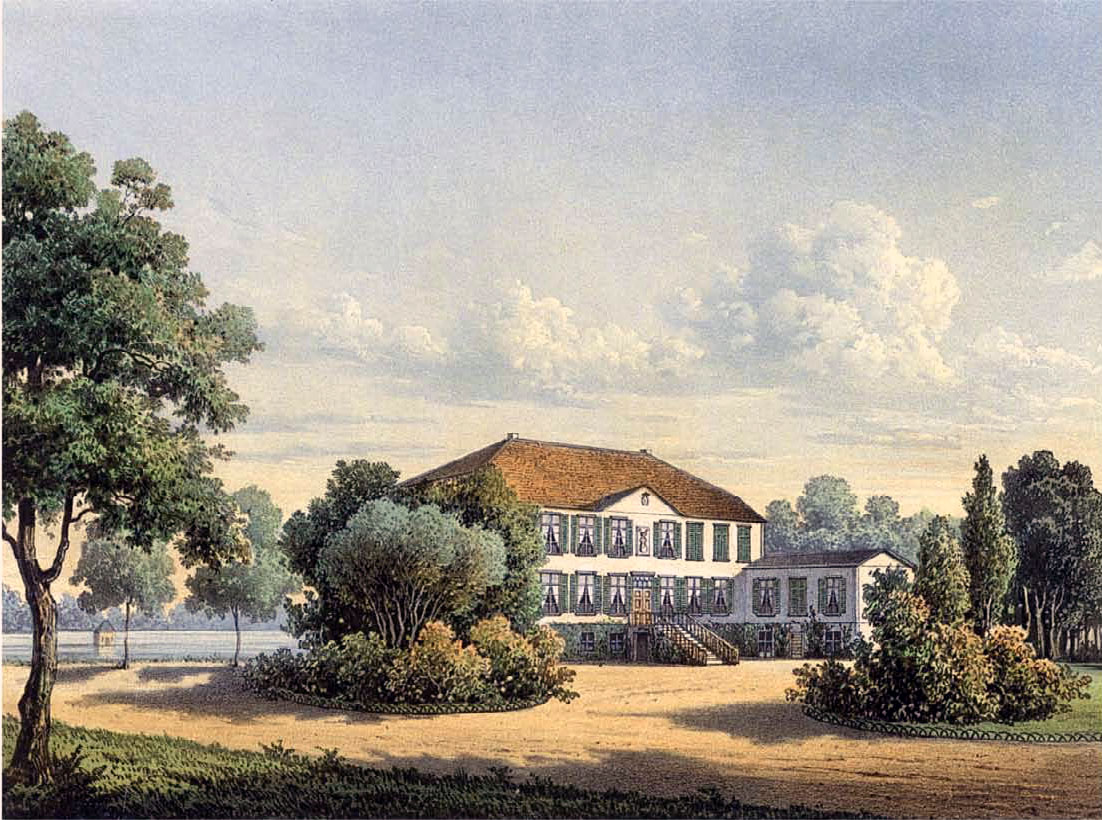
Rittergut Patthorst um 1860, Sammlung Duncker

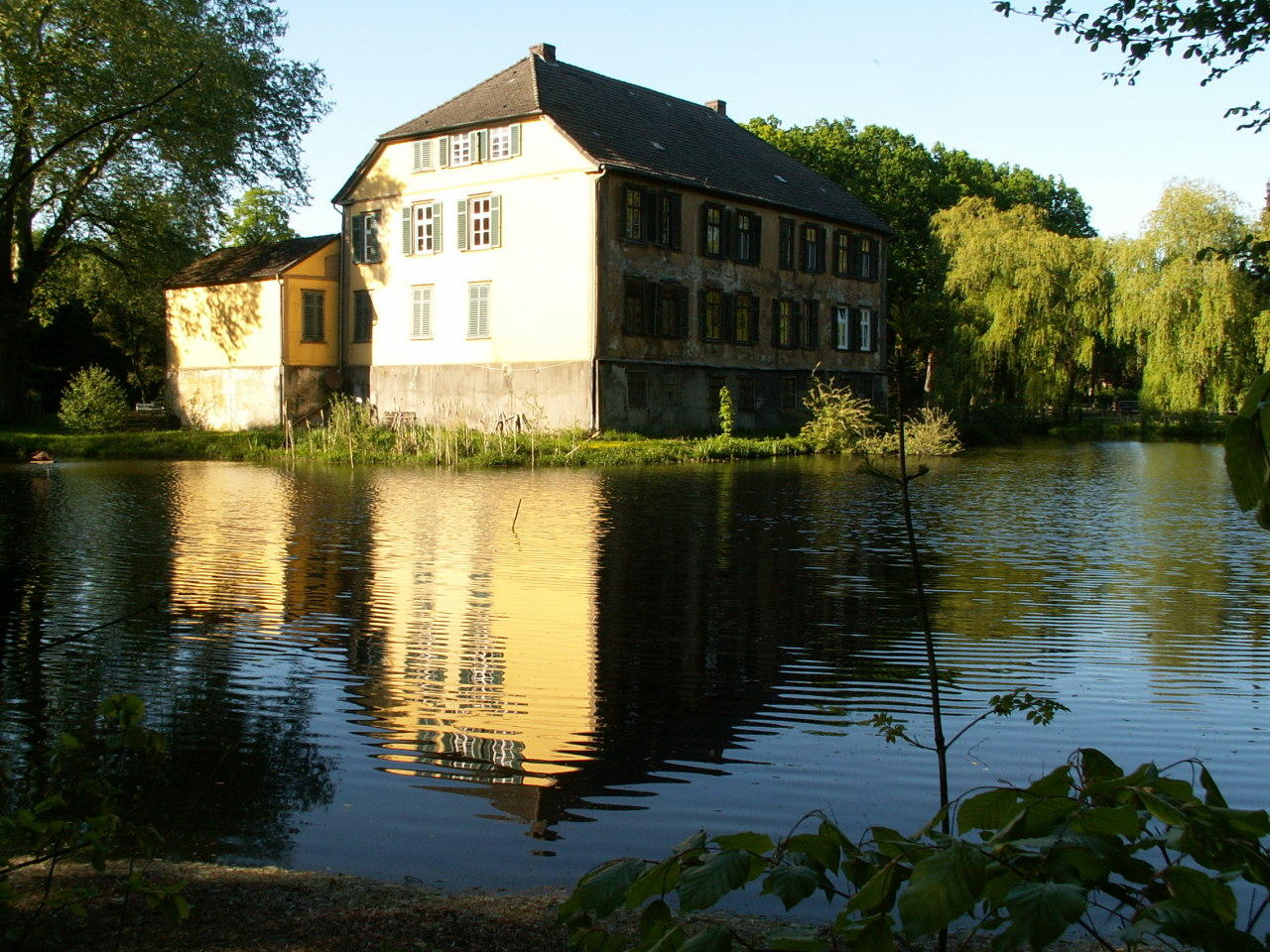
Schloss Patthorst

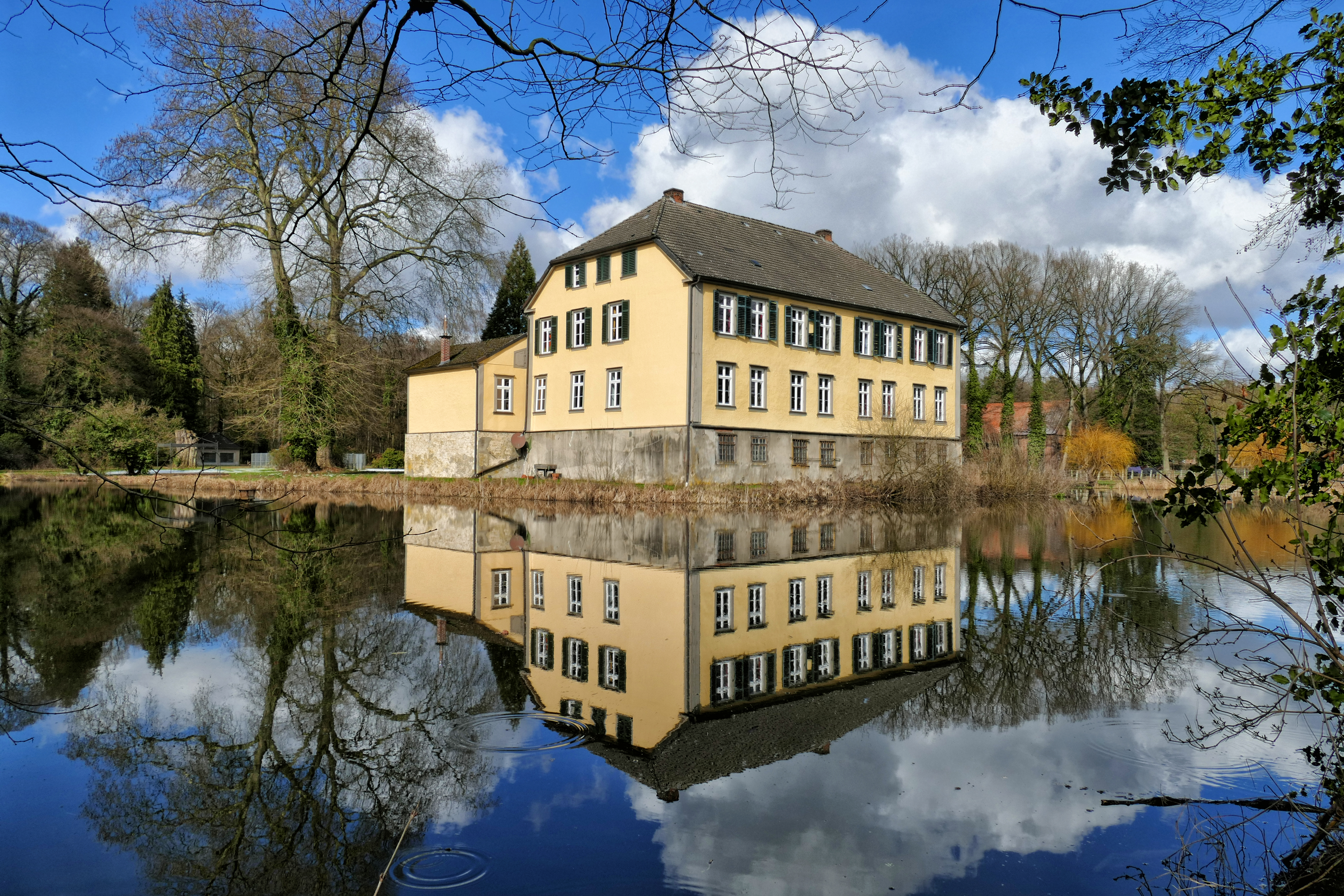
Südwestseite 2023

Das Rittergut Patthorst oder Schloss Patthorst ist ein Herrenhaus auf einer Gräfteninsel im ostwestfälischen Steinhagen im Kreis Gütersloh. Das von einem Park umgebene Gut befindet sich in Privatbesitz.

## Geschichte
Das Rittergut Patthorst war ursprünglich ein Jagdschloss der Grafen von Ravensberg. Ende des vierzehnten Jahrhunderts wurde es zum Stammsitz der Familie von Closter. Erster bekannter Bewohner war Wilhelm von Closter, der 1463 die Anlage zum Lehen erhielt. 1486 war er Marschall beim Herzog Adolph von Jülich und Berg, Graf von Ravensberg.
Die Familie von Closter erlosch mit dem Tode von Caspar Heinrich († 1813) und seinem Bruder Franz Wilhelm, der Königlicher Hauptmann bei der Erstürmung der Zahlbacher Schanze vor Mainz 1794 war. Erbin des Gutes war Therese von Closter, die Tochter Franz Wilhelms, die seit 1803 mit Karl Christian Heinrich von Eberstein verheiratet war. Seit 1830 galt er als Besitzer von Rittergut Patthorst.
Ein Lageplan von 1822 zeigt Schloss Patthorst als Wasserburg mit Herrenhaus und Wirtschaftsgebäuden. 1845 erfolgte ein Umbau des Schlosses, bei dem die Wirtschaftsgebäude von der Insel des Herrenhauses in den Nordosten verlegt wurden. Auf dem nun freien Gelände wurde unter Einbeziehung des Gemüsegartens zu einem Landschaftspark umgewandelt.
Im Jahr 1859 erhielt das Gut durch die Ausgliederung aus der Gemeinde Brockhagen den Status eines Gutsbezirks. Am 1. Oktober 1928 wurde der Gutsbezirk nach Brockhagen eingemeindet.
Die Fläche vor dem Gebäude wurde von Rundbeeten gegliedert und führte zu einem Landschaftsgarten mit Schlängelwegen und Springbrunnen.
Die Freiherrenfamilie Eller-Eberstein bewohnt das Schloss seitdem und bewirtschaftet es forstwirtschaftlich und als Pferdehof.

## Gebäude
Das spätbarocke Haupthaus des Gutes wurde 1773 von der Familie von Closter errichtet. Dabei wurden vermutlich Bauteile einer mittelalterlichen Burganlage verwendet. Zu Beginn des 18. Jahrhunderts wurde das Herrenhaus zur jetzigen Form umgebaut und 1850 mit einem Saalbau ergänzt. Das Gebäude hat acht Achsen und ist mit einem flachen Krüppelwalmdach gedeckt. Die Fassade gliedert sich in Mittelrisalit, der von einem flachen Dreiecksgiebel bekrönt wird. Eine Freitreppe führt zur Zufahrt und in den umgebenden Park.
Westlich des Haupthauses liegt das 1818 erbaute Mausoleum des Domkapitulars Carl Heinrich von Closter und das Großkreuz des Freiherrn Ernst von Eberstein.